# Petrophora divisata
Petrophora divisata är en fjärilsart som beskrevs av Jacob Hübner 1811. Petrophora divisata ingår i släktet Petrophora och familjen mätare. Inga underarter finns listade i Catalogue of Life.